# Тромсе (аеропорт)
Аеропорт «Тромсе», Ланґнес (норв. Tromsø lufthavn, Langnes; IATA: TOS, ICAO: ENTC) — міжнародний аеропорт за полярним колом в місті Тромсе, Норвегія. Розташований на західному березі острова Тромсея. Обслуговується і є власністю державного оператора Avinor. П'ятий за кількістю пасажирів аеропорт Норвегії (2014 р.). Аеропорт знаходиться на відстані 5 км. від центру міста Тромсе, яке популярне серед  туристів, бо знаходиться в Арктиці, де можна спостерігати Північне сяйво, полярну ніч, а також білі ночі під час полярного дня.
Був відкритий 14 вересня 1964 року, щоб замінити водний аеродром Тромсе-Скаттера. Аеропорт Тромсе тоді став і залишається зараз головним пересадковим  для регіональних рейсів нордичної авіакомпанії  Widerøe у Фіннмарк. Основні польоти до інших головних аеропортів почали здійснювати Скандинавські авіалінії (SAS). Авіакомпанія Braathens SAFE та її дочірня Busy Bee виконували рейси до Тромсе з 1967 до 2002 року. Norwegian Air Shuttle почали літати з 1992 року. Тромсе є головним базовим аеропортом для Lufttransport. Теперішній термінал B збудований в 1977 році. Термінал A відкрито в 1997 році після розширення злітно-посадкової смуги і будівництва нової диспетчерської вежі.
Оскільки Україна не має прямого авіасполучення з Норвегією, найзручнішим способом дістатися до Тромсе є рейси з пересадкою в Стокгольмі або Гданську. Більшість рейсів на Свальбард (Шпіцберген) виконуються з пересадкою в Тромсе, де в такому разі у паспорт ставиться штамп про вибуття з Шенгенської зони.

## Історія

### Створення
Перший аеропорт у Тромсе був водним аеродромом Скаттере, в тодішньому окремому муніципалітеті Трумс. Він був створений у 1930-х роках і спочатку обслуговувався Norwegian Air Lines (DNL). Під час Другої світової війни його захопили і розширили Люфтваффе. Новий гідролітаковий маршрут започаткували DNL в 1946 році  з щоденними рейсами в Тронгейм, використовуючи літак Junkers Ju 52, який через кілька місяців був продовжений на північ до Кіркенеса.

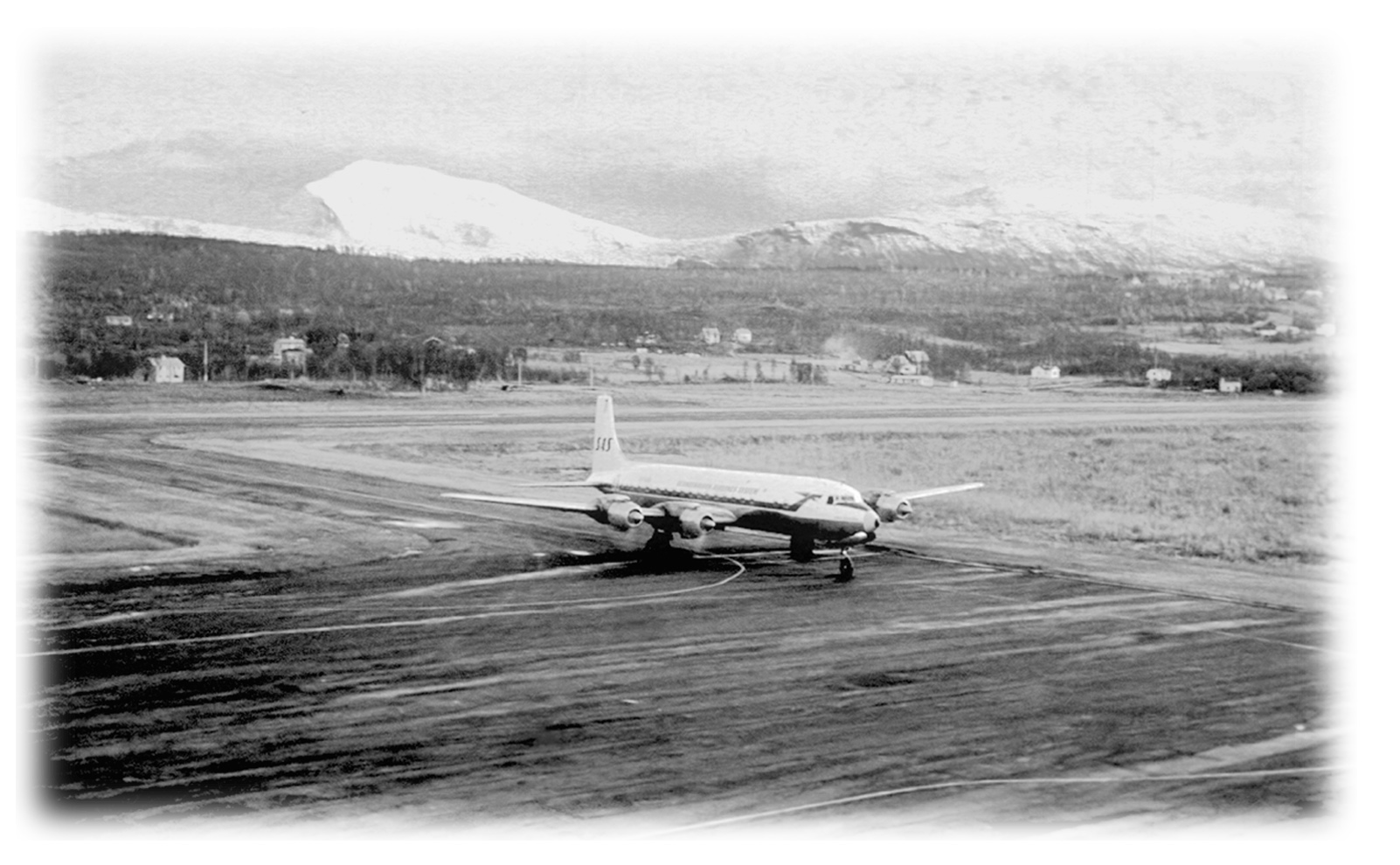
Douglas DC-7 Скандинавських авіаліній (SAS) в Тромсе 8 жовтня 1965.

Після війни Королівські військово-повітряні сили Норвегії передали водний аеродром муніципалітету Трумс, який побудував нову пристань, будівлю терміналу і використовував її як спільне підприємство. З 1947 року на маршруті був представлений більший і швидший гідроплан Short Sandringham, який виконував прямі рейси в Осло, скоротивши час подорожі до 8 годин. Sandringhams було списано через нещасні випадки З відкриттям аеропорту в Буде у 1952 році Ju 52 був знову ввели в експлуатацію. Це тривало до 1956 року, коли відкрили аеропорт Бардуфосс, до якого пасажирів доставляли автобусом (близько 140 км/85 миль). У 1958 р. там було зареєстровано 6 825 пасажирів з Тромсе.
Адміністрація цивільних аеропорті проголосила в 1950 році, що Тромсе, як найбільше місто Північного Норвегії, повиненно мати аеродром. Постійний комітет Парламенту з транспорту та зв'язку вирішив у 1953 році створити новий аеропорт на місцевості Ланґнес в Тромсе. Місцеві політики побоювалися, що Бардуфосс залишиться постійним рішенням для Трумсу. Зустріч в торговій палаті 27 січня 1955 року призвела до створення комітету для лобіювання аеродрому в Тромсе. Далі отримали муніципальну позику 350 тисяч норвезьких крон на  експропріацію території. Початкові плани для аеропорту в Ланґнесі були для злітно-посадкової смуги завдовжки 1400 метрів (4600 футів); це не дозволяло приземлятися великим літакам. Тому місцеві політики почали лобіювати національних політиків за 1600 метрів (5200 футів). Після цього було прийнято нову лобістську кампанію для злітно-посадкової смуги протяжністю 2000 метрів (6600 футів), яку в результаті було прийнято.
Парламент Норвегії схвалив аеропорт та необхідне фінансування у 1962 році. Будівництво почалося наступного року, підрядником стала компанія Selmer. До того часу було вирішено, що злітно-посадкова смуга буде мати розмір 2160 на 40 метрів (7 090 на 130 футів). Це дозволило  SAS літати в Тромсе  їх новими літаками  Sud Aviation Caravelle. Аеропорт був офіційно відкритий 14 вересня 1964 року.

### Операційна діяльність

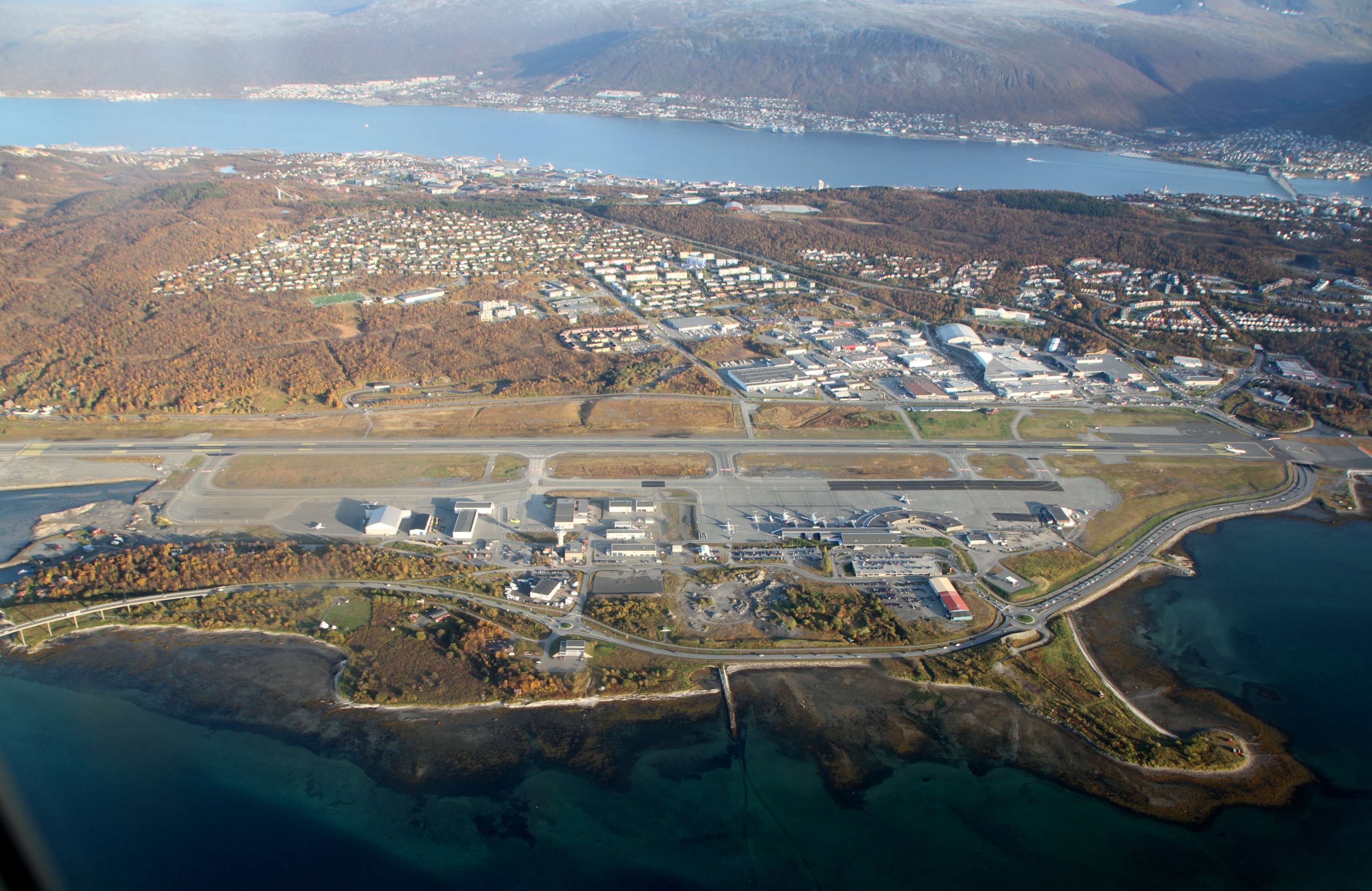
Огляд аеропорту

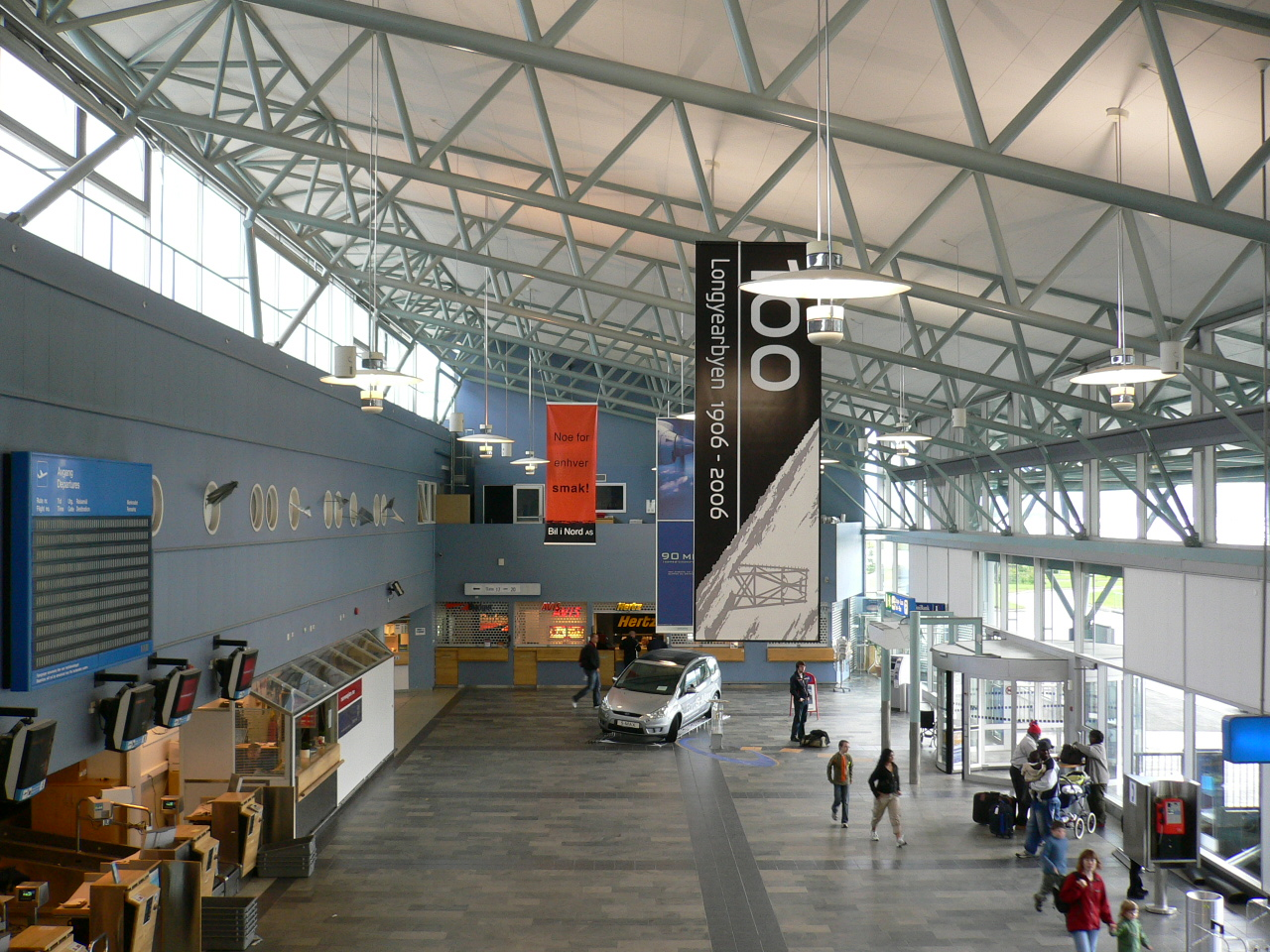
Зал реєстрації

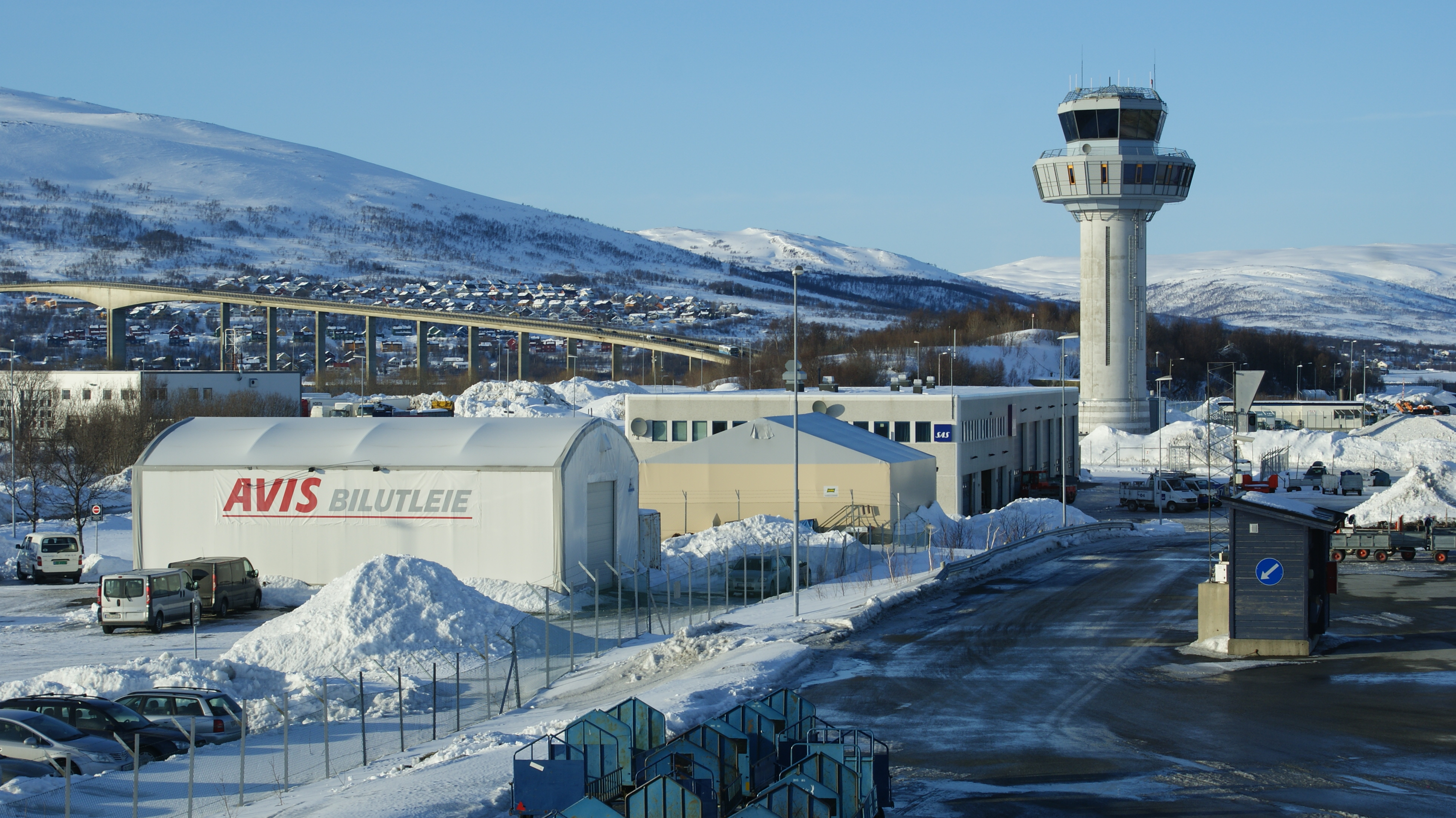
Диспетчерська вежа

Scandinavian Airlines System  отримали концесію на маршрут від Осло до Тромсе. Він був організований таким чином, що SAS здійснювали прямі польоти до Трумсу, а потім продовжували далі в один з трьох аеропортів у Фіннмарку. SAS також здійснювали польоти на південь до Буде та Тронгейма. Компанія Widerøe перемістила свої гідролітаки в  Ланґнес, у  невеликий водний аеропорт на фіорді, що прилягає до будівлі терміналу. Рейси Widerøe до Фіннмарку були зупинені, але вони продовжували літати в  Бардуфосс. Widerøe виконували рейси  до 1971 року, коли вони закрили базу гідролітаків у Тромсе.
Аеропорт обслужив  20177 пасажирів у 1965 році. Braathens SAFE відкрили рейси в Тромсе 1 квітня 1967 року. Їм було надано дозвіл на польоти від Ставангера, Бергену та Олесунна до Буде та Тромсе, використовуючи Fokker F27 Friendship. Раз на тиждень ці літаки продовжували польоти аеропорт Адвентдален на   Шпіцбергені як корпоративний чартер для гірничодобувної компанії  Store Norske Spitsbergen Kulkompani. Так було до 1975 року, коли аеропорт  Свальбард-Лонг'їр  був під концесією SAS, з Тромсе як проміжною зупинкою на шляху до Осло. Прибережний маршрут компанії Braathens' пізніше виконувався компанією Busy Bee.
1 серпня 1974 року в Фіннмарку відкрилася мережа регіональних аеропортів, які обслуговували повітряні судна de Havilland Canada Twin Otter авіакомпанії Widerøe з найзахіднішим краєм обслуговування в Тромсе. В ранні 1970-ті рейси в аеропорт Andøya виконували Widerøe. До 1975 року аеропорт прийняв 214135 пасажирів. Зростання кількості пасажирів спричинило тисняву  в будівлі терміналу, що призвело до будівництва нового терміналу, який відкрили у 1977 році. Його чпрозвали  "бананом" через форму півмісяця. Термінал був відремонтований та розширений у 1985 році.
Регіональна авіакомпанія Norving в червні 1979 року відкрила перший міжнародний маршрут з Тромсе в місто  Кіруна на півночі Швеції, використовуючи літак  Cessna 441 Conquest. До 1982 вони літали під кодом SAS. В травні 1983 року ця сама компанія запровадила другий міжнародний рейс з Тромсе в аеропорт  Рованіемі у Лапландії (Фінляндія). Наступного року було додано маршрут в Лулео (Швеція). Ці маршрути виконувались до 1986 року. Norving були затребуваними на маршруті до  Лулео і Оулу, починаючи з 2 вересня 1991 року  до квітня 1992р.
Розвідка нафти в Баренцовому морі розпочалася в 1980 році, і Тромсе був обраний як вертолітна база для цієї діяльності. Компанія CHC Helikopter Service збудувала ангар і базу в Ланґнесі. Вони діяли до 1984 року, коли Lufttransport взяли на себе операції та перенесли діяльність  в аеропорт Аннеї (Andøya).
Авіакомпанія SAS Commuter (сестринська компанія Скандинавських авіаліній, SAS) була створена в 1988 році. Після цього компанія SAS реорганізувала свої маршрути таким чином, щоб польоти з Осло закінчувалися в Тромсе, а не продовжувалися далі до Фіннмарку. Тим часом більше регіональних рейсів у Фіннмарку було спрямовано в аеропорт Алти, а рейси з Тромсе до основних аеропортів у Фіннмарку були взяті SAS Commuter, використовуючи літак Fokker 50. Пасажиропотік постійно зростав - 794 480 чоловік тут обслужили до 1985 року. До 1992р. приріст був незначним. В наступні чотири роки до 1996 року вже було 1 413 610 пасажирів.
Busy Bee збанкрутували в 1992 році, а Norwegian Air Shuttle взяли на себе регіональні рейси Braathens SAFE. 1993 року Braathens SAFE і Аерофлот започаткували польоти в аеропорт Мурманськ, Росія, того ж року SAS відкрили польоти в Лондон. Внутрішній авіаційний ринок був дерегульований  1 квітня 1994 року. Це дозволило Braathens  встановити два  прямі рейси на день в Осло, вперше конкуруючи з SAS на тому ж маршруті з Тромсе. Тим часом SAS Commuter почали літати до Буде та Тронгейму.
Термінал «Банан» став надто малим, і CAA ініціювали велику програму оновлення до аеропорту. Злітно-посадкова смуга була збільшена на 240 метрів (790 футів) в 1995 році, а наступного року відкрилася нова диспетчерська вежа. Новий термінал було відкрито 31 жовтня 1997 року. Він мав три телетрапи і призначався для реактивних літаків. Старий термінал використовувався для регіональних та міжнародних рейсів. Операційну будівлю відкрили у 1999 році, на цьому завершивши реконструкцію.
SAS купили Braathens в 2002 році і заснували SAS Braathens в 2004 році. Norwegian реорганізувалися в  лоу-кост авіакомпанію . 1 вересня 2002 року вони відкрили рейси з Тромсе в Осло на літаку Boeing 737-300. В грудні 2007-го вони ввели щотижневий рейс в аеропорт Лондон-Станстед, Велика Британія. Nextjet розпочали трикутний маршрут між Тромсе, Лулеу і Оуле з 12 січня 2015р. В грудні 2017р. угорська лоу-кост авіакомпанія Wizz Air розпочала польоти до Тромсе з  польського міста Гданськ.

## Зручності та обладнання
Аеропорт Тромсе розташований в Ланґнесі, на західній частині острова Тромсея, в Тромсе, Норвегія. Аеропорт  має два термінали площею 13500 квадратних метрів. Термінал A, відкритий в 1997, надає зал реєстрації та 3 телетрап. Старіший термінал B,  1977 року побудови, має міжнародний зал. Компанія Jetliner використовує термінал А, тоді як регіональні авіалінії працюють з обох терміналів. Загалом є стійки реєстрації на 9 літаків. Зал внутрішніх рейсів  має три магазини: кіоск, книжковий і  косметичний магазини. В міжнародній секції є  дьюті-фрі, а також кіоск в залі прильотів. В  залі внутрішніх рейсів є чотири ресторани, в тому числі піцерія та спортивний бар. У залі міжнародних відправленб знаходиться невелике кафе. Також є операційна споруда площею 6400 квадратних метрів.
Асфальтова злітно-посадкова смуга має фізичні розміри 2447 на 45 метрів (8 088 на 148 футів) і напрямки  01/19, майже північ-південь. Має злітний пробіг  (TORA) 2447 метри (8 028 фути) на злітно-посадковій смузі 01 і 2391 метр (7 844 фути) на злітно-посадковій смузі 19, а відстань для посадки (LDA) - 2391 метр (7 844 фути) на ЗПС 01 і 2003 метри (6 572 фути) на ЗПС 19. Обидві смуги мають І категорію  раадіотехнічних систем посадки повітряних суден метрового діапазону хвиль з вказівниками траєкторії точного заходу. Аеропорт обладнаний пожежною та рятувальною службою категорії 7. Аеропорт має опорну висоту 10 метрів (32 фути) над рівнем моря.

## Авіалінії та напрямки
Основними регулярними авіакомпаніями, що діють в Тромсе, є SAS, Norwegian і Widerøe. SAS використовує  Boeing 737 NG на маршруті в  Осло та інші аеропорти Норвегії, в тому числі Свальбард (Шпіцберген). Norwegian  мають вісім щоденних рейсів з Тромсе, як в Осло, так і в інші міста. Widerøe літають в різні регіональні аеропорти північної Норвегії, використовуючи парк літаків  Bombardier Dash 8. В В 2012 році вони мали 23 щоденні рейси з аеропорту Тромсе-Ланґнес. West Air Sweden надає вантажні послуги для Пошти Норвегії. Lufttransport має тут власну базу. Також виконуються чартерні рейси на середземноморському напрямку та в Мурманськ і Архангельськ в Росії. Чартерні рейси часто доставляють  туристів з центральної частини Європи до Тромсе.

### Пасажирські

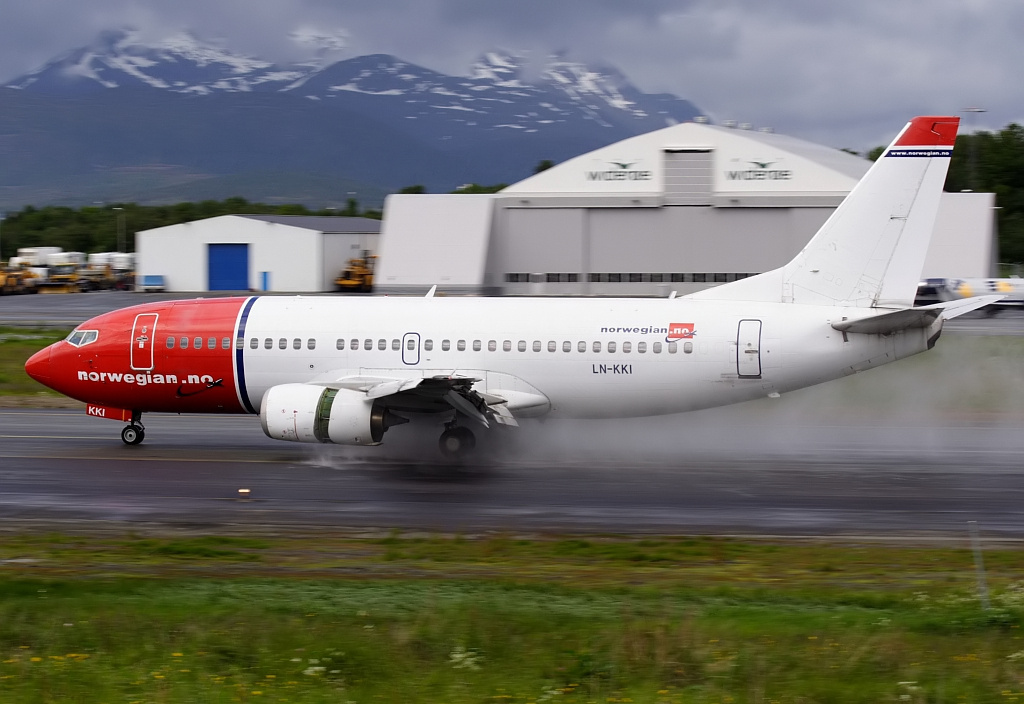
Boeing 737-300 авіакомпанії Norwegian Air Shuttle в Тромсе

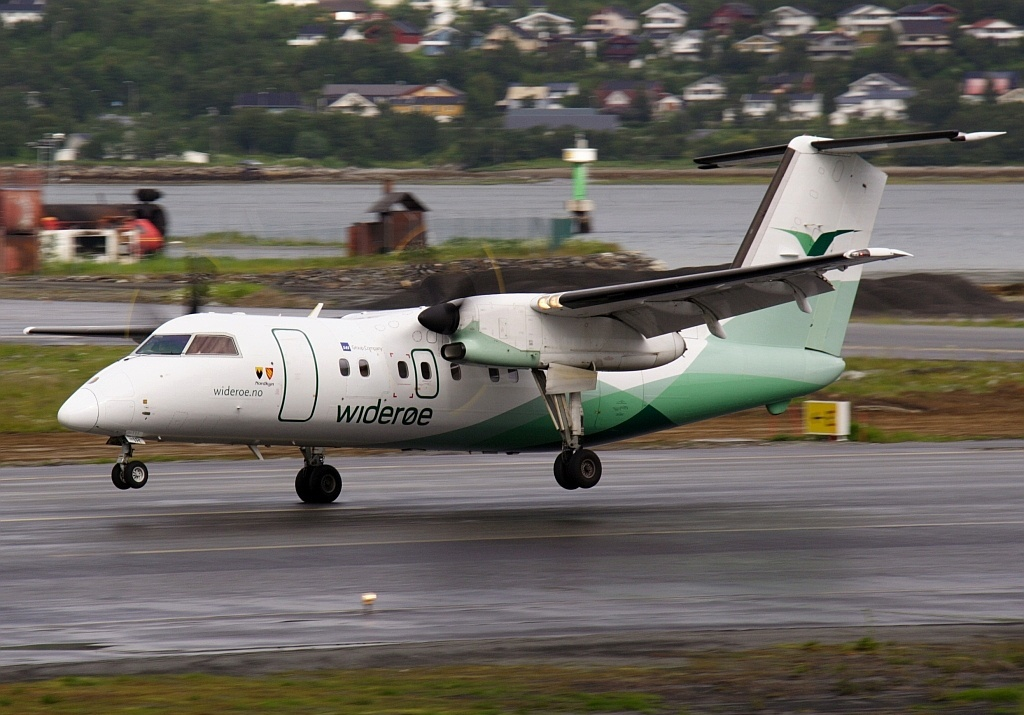
de Havilland Canada Dash 8-103 авіакомпанії Widerøe в Тромсе

| Авіакомпанія                     | Пункт призначення |
| -------------------------------- | --- |
| AlbaStar                         | Сезонний: Мілан-Мальпенса |
| Austrian Airlines                | Сезонний: Відень |
| BH Air                           | Сезонний чартер: Бургас |
| Brussels Airlines                | Сезонний: Брюссель |
| Edelweiss Air                    | Сезонно: Цюрих |
| Finnair                          | Гельсінкі |
| Helvetic Airways                 | Сезонно: Цюрих |
| Lufthansa                        | Франкфурт Сезонно: Мюнхен |
| Norwegian Air Shuttle            | Алта, Осло-Гардермуен Сезонно: Лондон-Гатвік, Гран-Канарія Чартер: Ханья |
| Scandinavian Airlines            | Алта, Берген, Буде, Осло-Гардермуен, Стокгольм-Арланда, Лонг'їр, Ставангер, Тронгейм Сезонно: Анталія, Брюссель (з 18 січня 2020; завершення 14 березня 2020),, Ханья, Копенгаген, Пальма-де-Мальорка, Спліт    |
| Thomas Cook Airlines Scandinavia | Гран-Канарія |
| Transavia                        | Чартер: Амстердам |
| Widerøe                          | Алта, Анденес, Берген, Ботсферд, Берлевог, Буде, Харстад/Нарвік, Гасвік, Гаммерфест, Гоннінгсвог, Кіркенес, Лаксельв, Лекнес, Мехамн, Стокмаркнес, Свольвер, Соркджозен, Тронгейм, Вадсе, Варде Сезонно: Бургас |
| Wizz Air                         | Гданськ Сезонно: Лондон-Лутон |

### Вантажні
| Авіакомпанія    | Пункт призначення                              |
| --------------- | ---------------------------------------------- |
| West Air Sweden | Гарстад/Нарвік, Буде, Осло-Гардермуен, Лонг'їр |

## Наземне транспортне сполучення
Аеропорт розташований навпроти  862 дороги, за 10 хвилин їзди та 5 кілометрів до центру міста Тромсе. Компанія Cominor обслуговує автобусний маршрут з аеропорту до центру міста, рідше на північ до Університету Тромсе  та університетської лікарні. Міські автобуси 40 і 42 зупиняються на розвилці біля аеропорту. Є таксі та прокат автомобілів. Також  аеропорт має 900 платних автостоянок.

## Статистика
| Рік  | Пасажирообіг | Вантажообіг (тонн) (з авіапоштою) | Авіатрафік |
| ---- | ------------ | --------------------------------- | ---------- |
| 2017 | 2.271.748    | -                                 | 47.543     |
| 2016 | 2.104.861    | -                                 | 43.763     |
| 2015 | 2.009.146    | -                                 | 42.444     |
| 2014 | 2.006.924    | 2.912                             | 43.723     |
| 2013 | 1.936.022    | 2.162                             | 42.000     |
| 2012 | 1.889.023    | 2.622                             | 40.439     |
| 2011 | 1.800.093    | 2.766                             | 39.484     |
| 2010 | 1.649.584    | 2.636                             | 38.873     |
| 2009 | 1.629.967    | 3.117                             | 38.774     |
| 2008 | 1.647.504    | 3.221                             | 39.736     |
| 2007 | 1.246.289    | 3.266                             | 40.063     |
| 2006 | 1.557.255    | 5.197                             | 40.053     |
| 2005 | 1.123.257    | 5.410                             | 37.860     |
| 2004 | 1.147.692    | 5.211                             | 37.195     |
| 2003 | 1.348.962    | -                                 | 36.301     |
| 2002 | 1.377.722    | 5.629                             | 34.232     |
| 2001 | 1.549.176    | 6.252                             | 37.858     |
| 2000 | 1.552.888    | 6.671                             | 37.625     |
| 1999 | 1.587.154    | 7.060                             | 41.783     |

## Зовнішні посилання
Вікісховище має мультимедійні дані за темою: Тромсе (аеропорт)
- Офіційний сайт аеропорту «Тромсе»